# Stegania commutata
Stegania commutata är en fjärilsart som beskrevs av Freyer 1832. Stegania commutata ingår i släktet Stegania och familjen mätare. Inga underarter finns listade i Catalogue of Life.